# 서산 개심사 영산회괘불탱
서산 개심사 영산회괘불탱(瑞山 開心寺 靈山會掛佛幀)은 대한민국 충청남도 서산시 운산면, 개심사에 있는 조선시대의 탱화이다. 1996년 2월 27일 충청남도의 문화재자료 제348호 개심사괘불로 지정되었다가, 1997년 8월 8일 대한민국의 보물 제1264호 개심사영산회괘불탱로 승격되었다.

## 개요
석가가 영축산에서 설법하는 장면을 그린 영산회괘불탱으로, 괘불이란 절에서 큰 법회나 의식을 행하기 위해 법당 앞 뜰에 걸어놓고 예배를 드리는 대형 불교그림이다.
화면을 가득 채운 석가불은 오른쪽 어깨가 드러난 우견편단의 옷을 걸치고 화면 중앙에 서 있으며 둥근 얼굴, 비대한 어깨, 유난히 길고 굵은 팔, 짧은 하체가 비현실적으로 보인다. 옷에는 둥글고 변형된 덩굴무늬가 빽빽하게 장식되어 있고, 석가모니불 뒤의 광배에는 모란 줄기와 연꽃무늬 등이 새겨져 있다. 석가의 머리 주변엔 7구의 화불이 둥글게 앉아 있으며, 옆으로는 2구의 비로사나불과 노사나불이 석가를 협시하고 앉아 있다. 석가의 몸통 주변에는 8구의 화불이 좌우로 앉아 있으며 맨 아래 부근에는 2구의 제석천과 범천이 손을 모은 자세로 석가를 향해 서 있다.
조선 영조 48년(1772)에 그려진 이 그림은 임금과 왕비, 세자의 만수무강을 기원하기 위해 그려진 것이다. 주로 붉은색과 녹색을 사용하였고 아름답고 복잡한 문양에서 매우 화려한 분위기를 연출한다. 비현실적인 신체비례와 복잡한 문양에서 18세기 후기의 특징을 살필 수 있는 작품이다.

## 같이 보기
- 개심사

## 참고 자료
- 서산 개심사 영산회괘불탱 - 국가유산청 국가유산포털